# Squad (игра)
Squad — тактический шутер от первого лица, разработанный канадской студией Offworld Industries и выпущенный самостоятельно. Squad является «духовным наследником» модификации Project Reality для Battlefield 2. Игра вышла в ранний доступ 15 декабря 2015 года, а полная версия была выпущена 23 сентября 2020 года.
Действие Squad происходит в настоящее время, в ней сочетаются реальные и частично вымышленные события, такие как мятежи на Ближнем Востоке и конфликты в Восточной Европе.

## Игровой процесс
Squad — командный тактический шутер, вдохновлённый Project Reality и делающий ставку на координацию внутри команды. В каждом матче принимают участие две стороны, за которые воюют отряды, состоящие из не более девяти игроков. Каждый игрок выбирает класс, играющий свою роль в бою: медик, полевой сапёр, пулемётчик, лёгкий пулемётчик, снайпер, лёгкий снайпер (марксман), противотанковый специалист с лёгким гранатомётом или гранатомётом тандемного типа, стрелок или безоружный.
Матчи проходят на очень больших реалистичных полях сражений площадью до 8 км². Команды могут использовать различные транспортные средства — танки, бронетранспортёры, транспортные грузовики и вертолёты. Используя технику и пехоту, команды воюют за различные цели — например, стратегические точки, которые нужно удерживать, или тайники с оружием повстанцев, которые противоположная команда должна уничтожить. Командиры отрядов могут строить передовые оперативные базы, на которых возрождаются погибшие солдаты. Базы должны быть подсоединены к линиям снабжения.
Боеспособность команд имитируется системой билетов. Потеря стратегических локаций, разрушение передовых оперативных баз или транспортных средств, а также гибель солдат отнимает билеты у команды. Когда количество билетов уменьшается до нуля, матч заканчивается и команда проигрывает. Команда, потерявшая большое количество стратегических целей, начинает ежеминутно терять билеты. Таким образом, у команд существует несколько способов добиться победы — например, истощив боевые возможности противника или выполнив все тактические задачи.
В Squad есть четырнадцать игровых фракций, которые меняются в зависимости от карты и режима игры. В число реальных вооружённых сил входят армия США, сухопутные войска России, воздушно-десантные войска России, канадская армия, австралийская армия, британская армия, турецкая армия, Народно-освободительная армия Китая, морская пехота ВМС НОАК и Корпус морской пехоты США. Также включены четыре общие нестандартные фракции: повстанцы, созданные по образцу различных ближневосточных исламистских террористических организаций (таких как ИГИЛ и Аль-Каида), нерегулярное ополчение, созданное по образцу армий Республики Сербской и Республики Сербская Краина во времена Югославских войн, Западная Военная Компания основанная на реальной ЧВК Academi, и Ближневосточный альянс — вымышленный военный альянс, объединяющий вооружённые силы различных стран Ближнего Востока и Центральной Азии. Каждая фракция имеет уникальное стрелковое оружие и технику, недоступные другим сторонам. Помимо этого, класс сапёра у ближневосточных повстанцев имеет доступ к СВУ, а командиры нерегулярных армий не могут вызывать авиаудары.

## Разработка
26 мая 2015 года стартовала кампания на Kickstarter. За первые пять дней кампания собрала более 200 000 долларов.

## Отзывы
Альфа-версия игры получила в основном положительные отзывы. Ян Бирнбаум из PC Gamer отметил удачную реализацию командной игры, а также умелое копирование и сочетание механик Армы и Battlefield. Из минусов он отметил частые ошибки из-за обновлений, плохую оптимизацию и уязвимый код серверов.

## Продажи
Летом 2018 года, благодаря уязвимости в защите Steam Web API, стало известно, что точное количество пользователей сервиса Steam, которые играли в игру хотя бы один раз, составляет 1 602 466 человек.
По состоянию на 2022 год было продано более 3 миллионов копий игры.